# Спасо-Преображенский собор (Холмогоры)
Спа́со-Преображе́нский собо́р — недействующий собор Архангельской епархии Русской православной церкви, расположенный в селе Холмогоры Архангельской области.
Выстроен в 1685—1691 годы архиепископом Афанасием (Любимовым) в Холмогорском кремле как кафедральный собор новообразованной Холмогорской и Важской епархии. К западу от собора высится невысокая шатровая колокольня-часозвоня (1681—1683), постройка которой предшествовала возведению храма. Ныне единственный шестистолпный храм к северу от Каргополя и памятник архитектуры федеральной категории охраны. Рядом с собором сохранился архиерейский двор Афанасия; его фасады украшены орнаментальными корунами.
В настоящее время находится в законсервированном состоянии, купола отсутствуют, частично восстановлена только колокольня. Богослужения идут в двух расположенных подле собора малых церквях более поздней постройки — сошествия Святого Духа и Двенадцати Апостолов.

## История

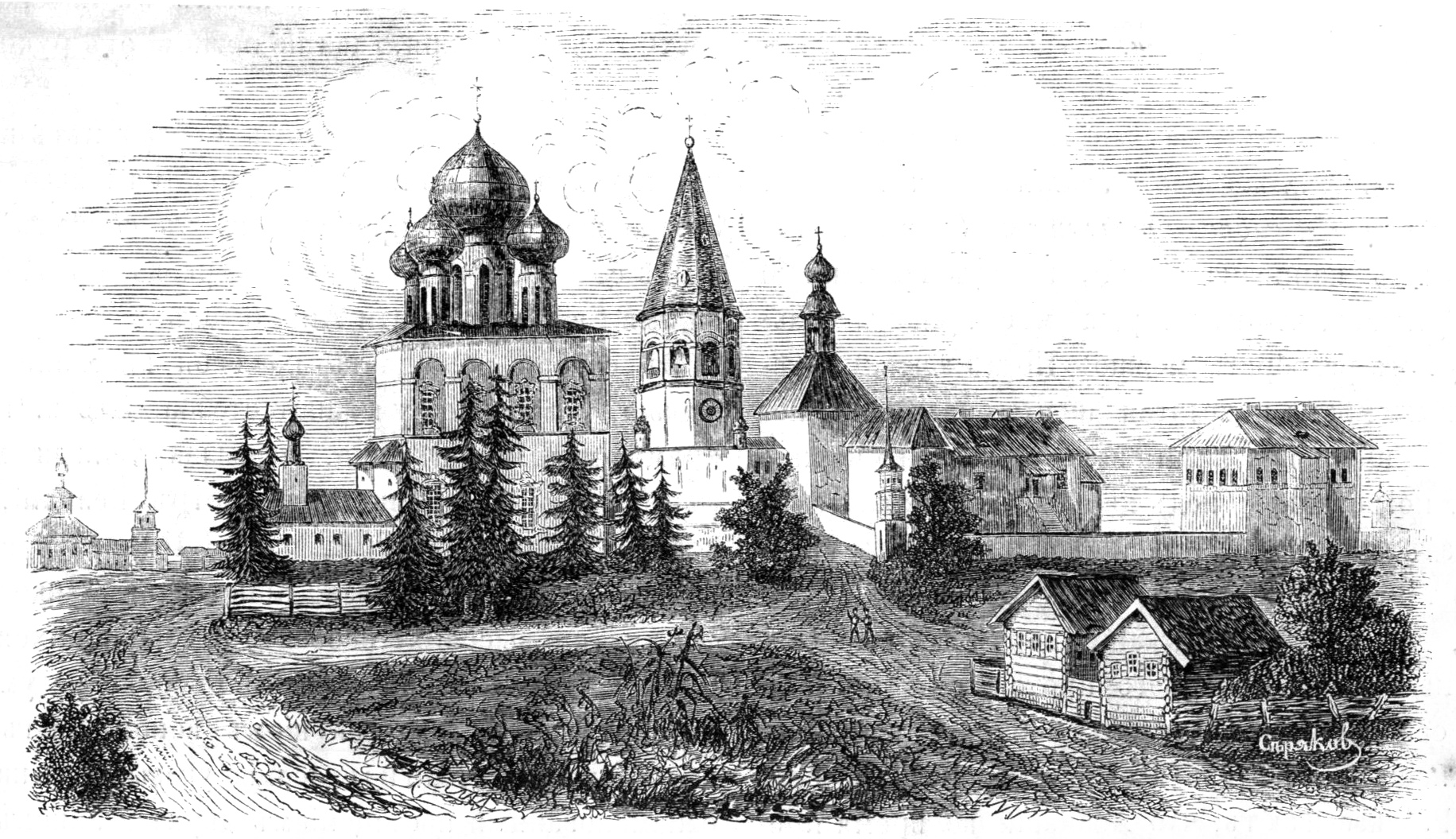
Спасо-Преображенский собор и Успенский монастырь в 1860-е годы.

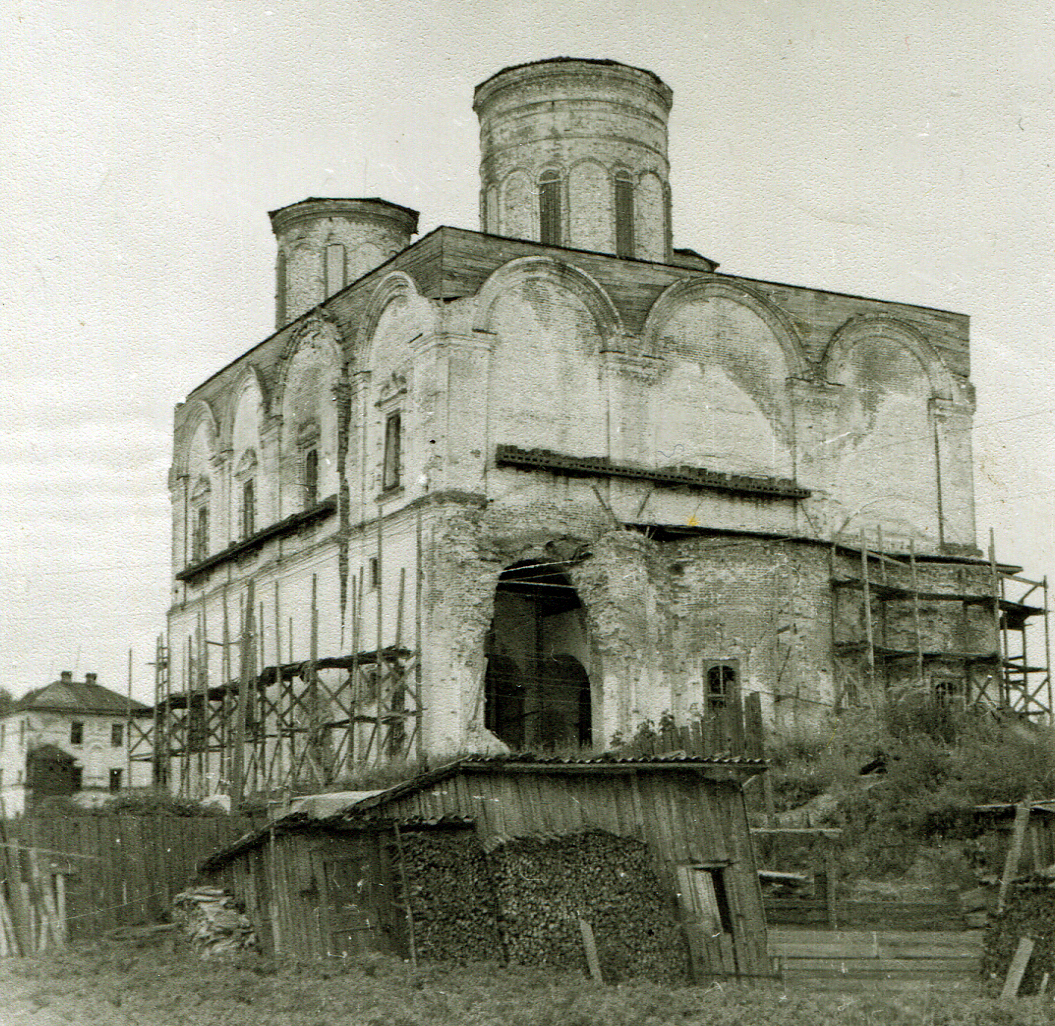
На фото 1986 года видно плачевное состояние собора; на заднем плане — дом, где содержалось «Брауншвейгское семейство».

Собор был заложен 11 мая 1685 года на месте более ранних деревянных храмов и строился 6 лет под руководством «каменных и колокольных дел подмастерий» Федора и Ивана Стафурова. Это был первый каменный храм в Холмогорах; до назначения Афанасия в Холмогоры все храмы епархии были деревянными.
Соборная колокольня была решена весьма оригинально, с двумя циферблатами, пропущенным под ярусом звона поясом ширинок и башенками наподобие пинаклей вкруг четверика; её стены были в своё время расписаны «розными красками узорочно». Храм стал одним из самых больших на Русском Севере. Неподалёку Афанасий повелел возвести архиерейский двор с домовой церковью и особой колоколенкой.
В последующие годы храм служил усыпальницей епископов; прямо напротив содержалось в XVIII веке в заточении «брауншвейгское семейство».
После 1920 года памятник подвергся разорению и едва избежал полного уничтожения. Из пяти барабанов уцелели только три, и те оказались обезглавленными. По всей высоте храма прошла хорошо видимая на фотографиях трещина, угрожающая его полным разрушением. Во 2-й половине XX века вместо реставрации памятник был законсервирован «до лучших времён», стены скреплены металлическими стяжками, однако колокольня была отреставрирована.
С 1997 года началось возрождение богослужебной жизни в Холмогорах. Сначала было образовано подворье Антониево-Сийского монастыря, а затем в 1998 года образован Православный приход села Холмогоры.

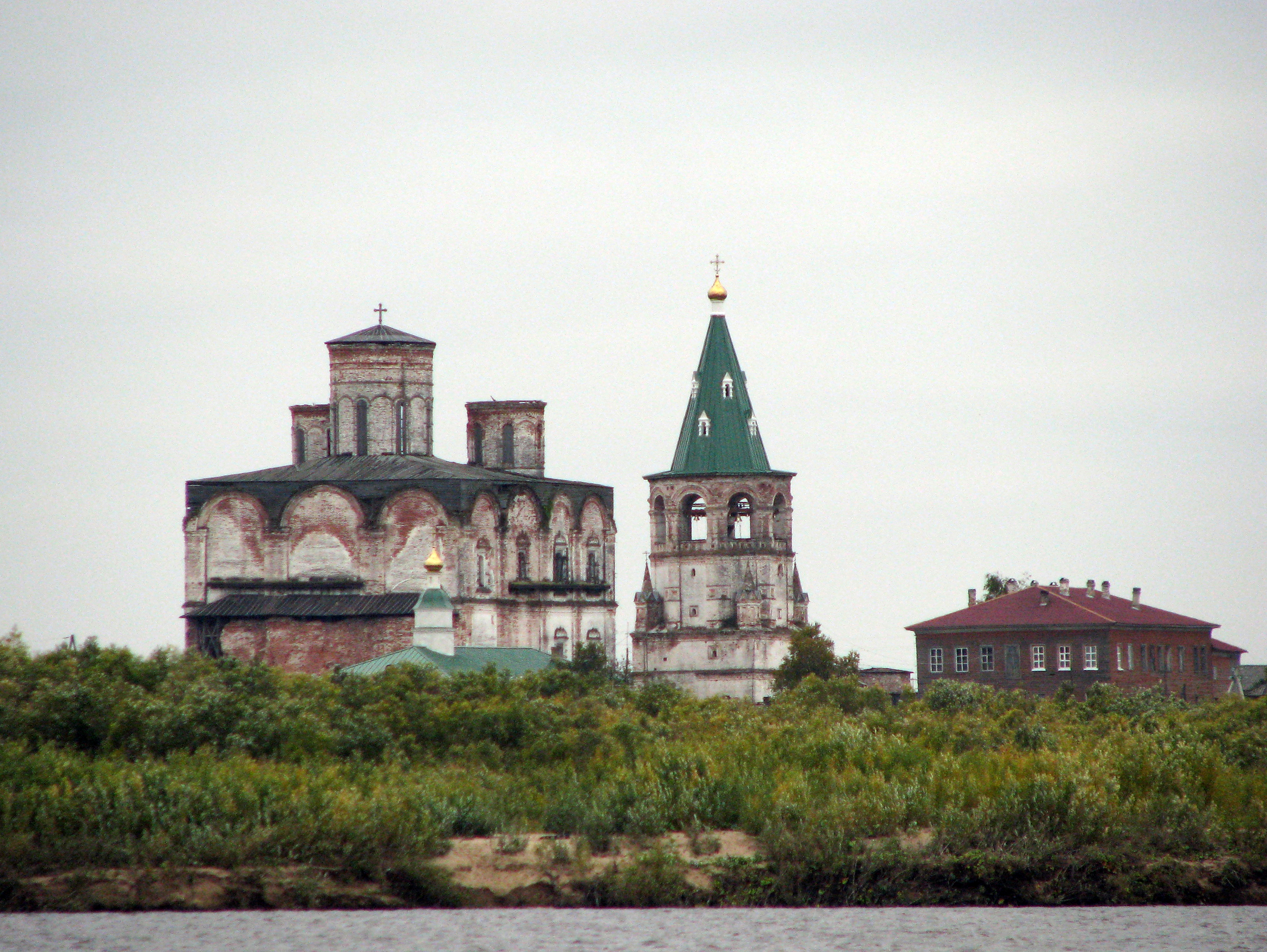
Вид на собор со стороны переправы на Куростров. Сентябрь 2007 года.

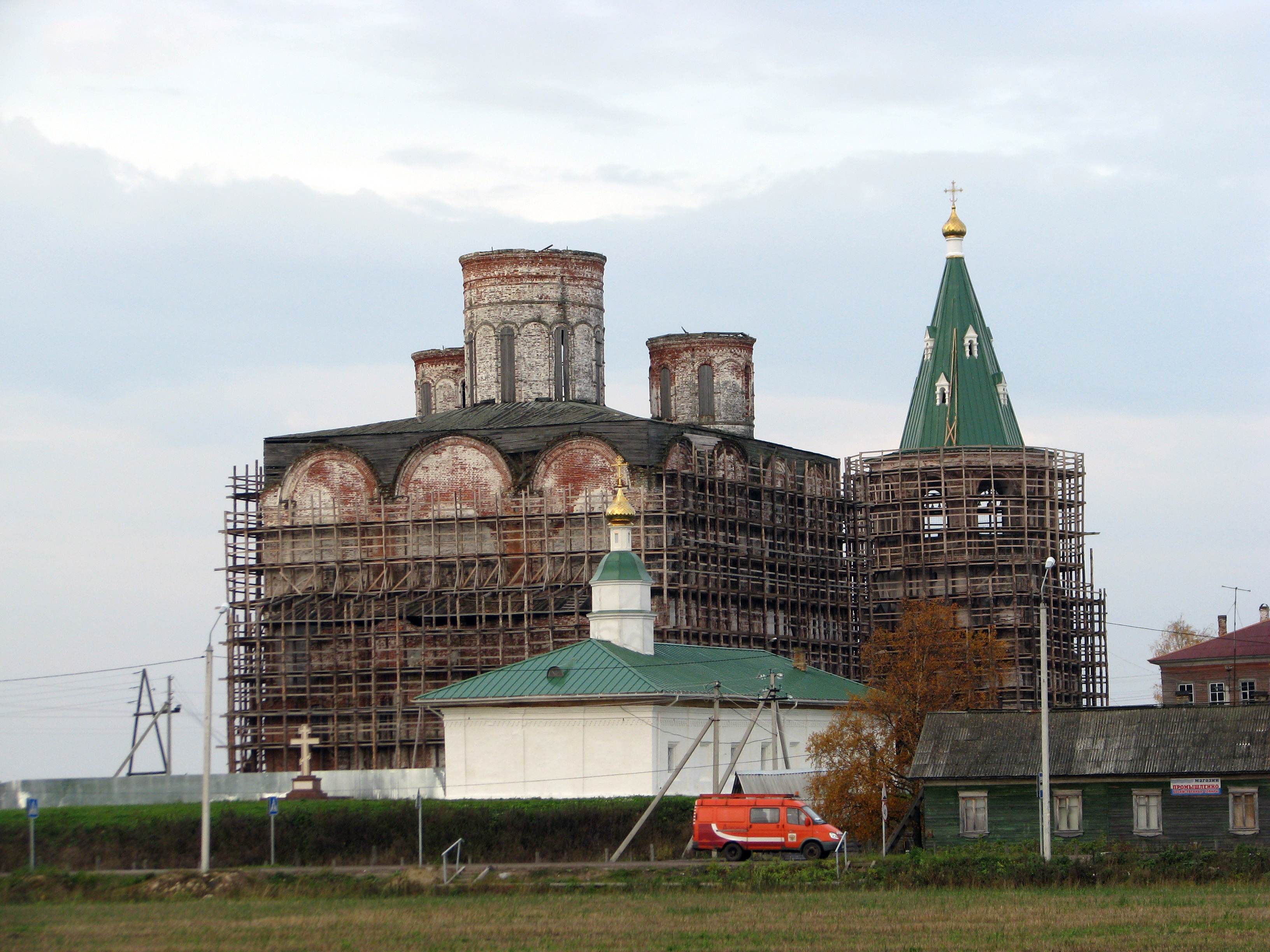
Начало реконструкции. Сентябрь 2010 года.

В настоящее время открыт как приходский храм, однако средств на реставрацию у местных жителей недостаточно. Не оставляет надежды на завершение работ и скудное государственное финансирование, приуроченное к 300-летию рождения М. В. Ломоносова (празднуется в 2011 году).
Секретарь попечительского совета фонда сохранения исторического наследия «Император» Владимир Станулевич отмечал 2016 году: в «Сейчас огромный собор символизирует разруху, царящую у нас в области в сфере сохранения памятников истории — и это спустя 7 лет после 300-летия Ломоносова, на которое потратили более 2 миллиардов бюджетных денег. Случись что со сводами, на которых зимой застывают озера воды с дырявой крыши, и мрачный знак явится и для российской науки — храм, построенный архиепископом-энциклопедистом Афанасием на родине великого учёного Ломоносова, рухнул».
С августа 2017 года на базе прихода открыто архиерейское подворье Спасо-Преображенского собора села Холмогоры, в состав которого вошли Спасо-Преображенский собор, храм 12 апостолов, храм во имя Святого Духа и в честь святителя Николая Мирликийского Чудотворца, а также территория бывшего Успенского женского монастыря.

## Архитектура
Подобно другим северным соборам конца XVII века, храм получил суровый средневековый облик и был увенчан мощным пятиглавием. Его высота составила 42 метра. Зодчие того времени уже отходили от древних позакомарных покрытий; холмогорский храм получил развитый карниз с четырёхскатной крышей. Декоративное оформление фасадов довольно скромное: полосы поребрика и сухариков; перспективные порталы; необычный узор наличника находит соответствия в словаре мастеров московского узорочья. В то же время структурно собор сохранил многие архаические черты, восходящие к Успенскому собору Фиораванти: «крестовые своды в одном уровне, почти равные между собой компартименты, межалтарные двойные арки».

## Интерьеры

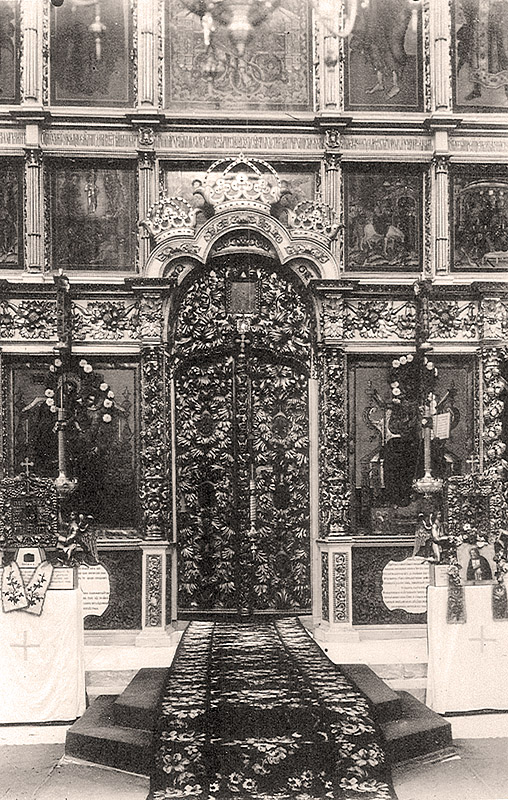
Царские врата Преображенского собора

Для росписи храма иногородних решили не приглашать; стенописными работами занимались два Фёдора — местные протопоп и диакон. После посещения храма царём Петром Алексеевичем в 1693 г. иконостас был заменён на пятиярусный. Между вторыми и третьими ярусами иконостаса был проложен карниз с храмозданной летописью. Трудами преосвещенного Афанасия при соборе был устроен епархиальный архив; на колокольню был водружён телескоп (это была первая на Русском Севере обсерватория). Старинные чиновники Преображенского собора были опубликованы отдельной книгой в 1903 году. В описной книге 1701 года содержится подробное описание соборной церкви в Холмогорах:

А покрыта та соборная церковь закамарины все чешуею, а средина тесом на четыре стороны, а меж закамаринами и по углам учинены прорезные виски, и те все виски выкрашены красками из масла. С приходу у тоя соборныя церкви, с западную страну, учинен притвор каменный со своды… С южной и северной стороны, вместо крылец, построены притворы каменные, со своды каменными же. Их притворов в храм врата церковныя с ротесками изрядными, разными образцы учинены, выписаны краски их масла узорочно. В тех вратах двойные затворы: столярнаго художества, сверху до половины слюдныя в кругах с крестами и каймы золочеными и железные с веригами и замками, изряднаго дела, выписаны краски узорочно, многовидными вертоградными травы различно. Иконостас сницорскаго и флямованнаго столярнаго добраго самаго художества был вызолочен красным золотом весьма узорочно.— про Спасо-Преображенский собор 